# Aderus sexguttalus
Aderus sexguttalus é uma espécie de inseto besouro da família Aderidae. Foi descrita cientificamente por George Charles Champion em 1920.

## Distribuição geográfica
Habita nas Filipinas.